# Ratio préstamo-valor
El ratio préstamo-valor, ratio máximo del préstamo al valor o porcentaje de financiación (en inglés, Loan-to-value ratio o, abreviadamente, LTV) expresa la cantidad de un primer derecho de retención de hipoteca como porcentaje del total del valor de tasación de los bienes inmuebles. Por ejemplo, si un prestatario toma prestados $130.000 para comprar una casa por valor de $150.000, la relación préstamo / valor (LTV) es de $ 130,000 / $ 150,000 o el 87%. 
El préstamo a valor es uno de los principales factores de riesgo que los prestamistas deben valorar en la calificación de los prestatarios de una hipoteca. También ha de tenerse en cuenta el valor real del bien a largo plazo y que el mismo puede bajar.